# Josef Mayer (Politiker, 1868)

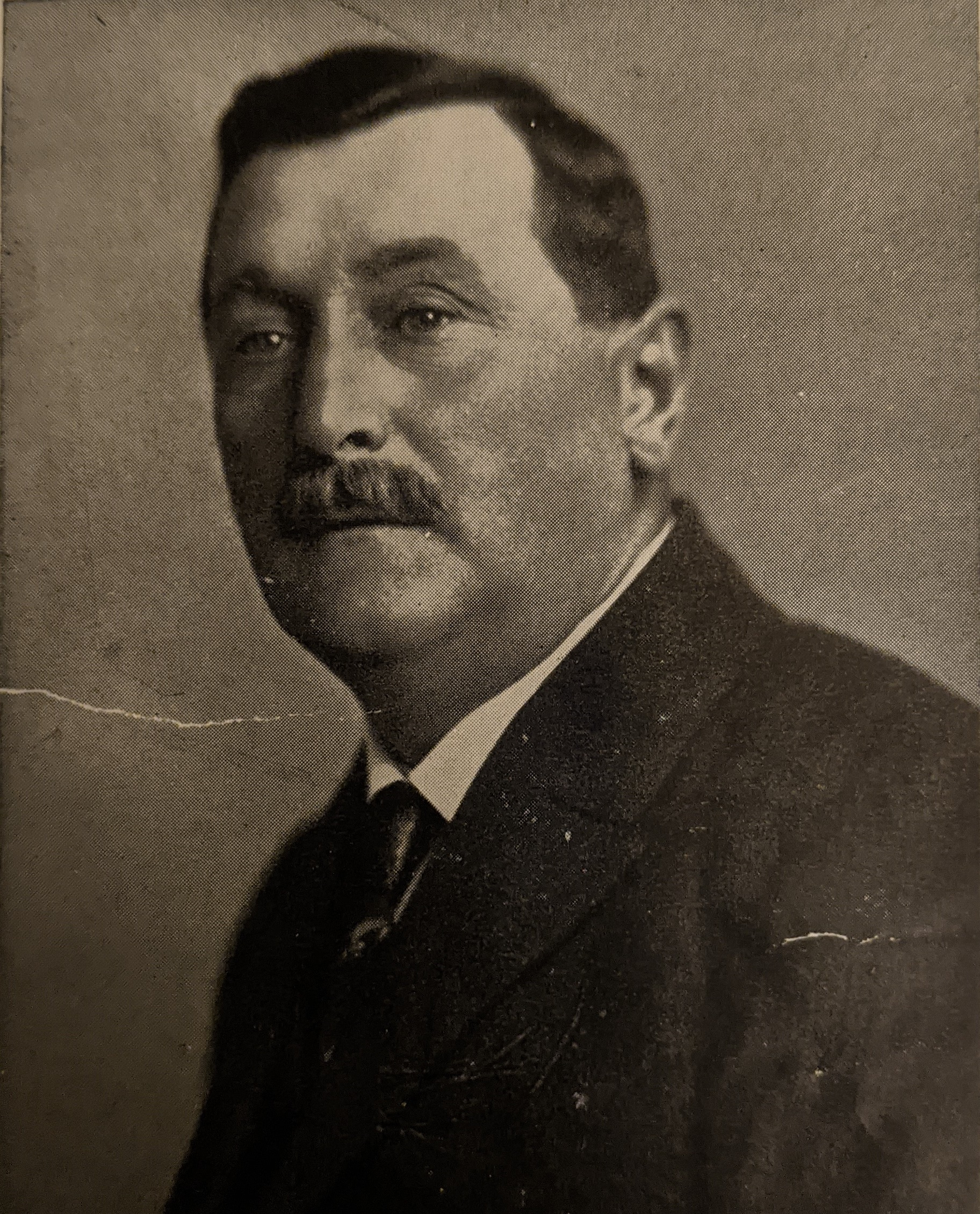
Josef Mayer (1868–1940)

Josef Mayer sen. (* 9. August 1868 in Diersbach; † 23. Juli 1940 in Taufkirchen an der Pram) war ein österreichischer Politiker (GdP, LB), Landwirt und Unternehmer.

## Leben

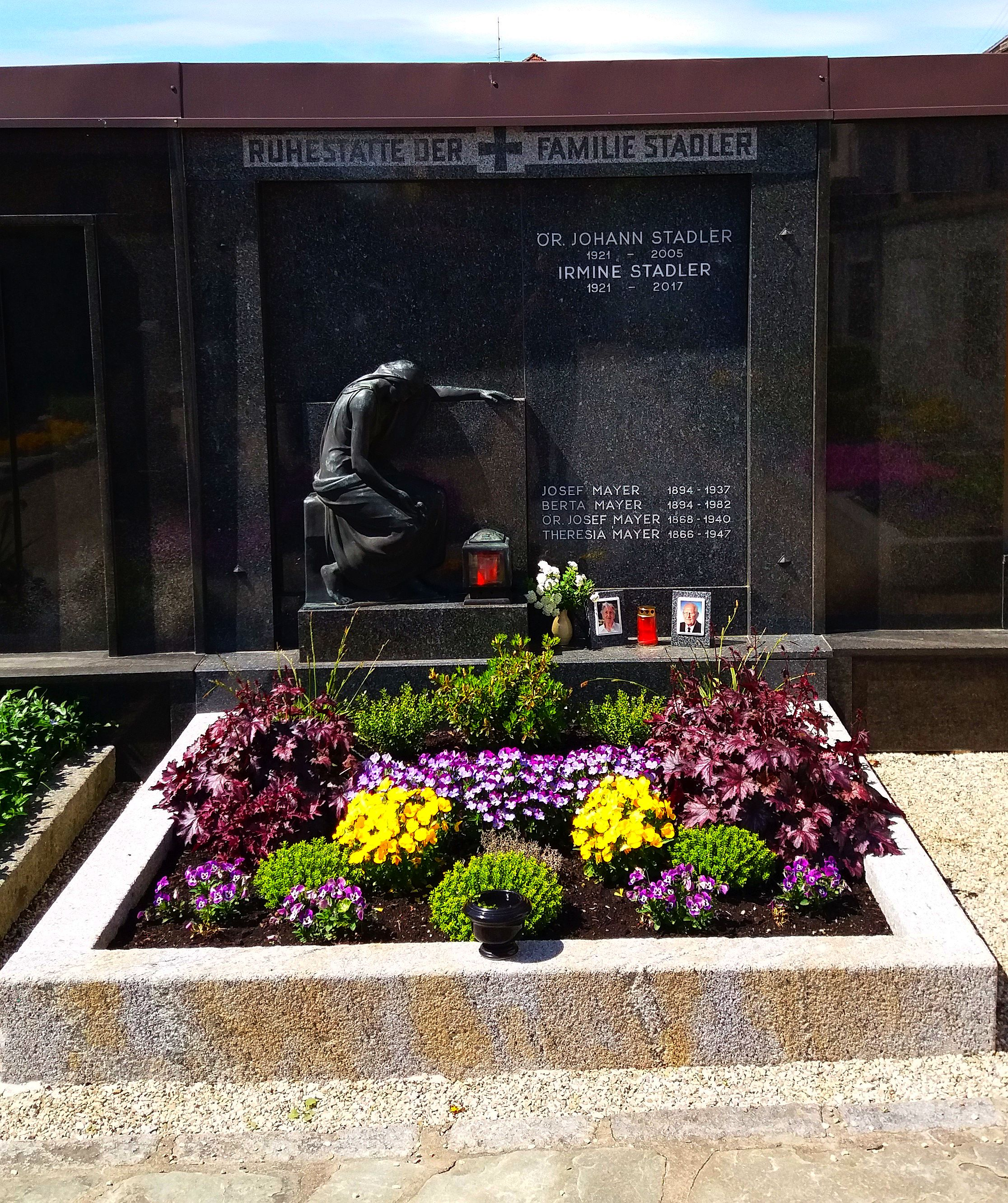
Grabstätte von Josef Mayer auf dem Friedhof Taufkirchen an der Pram

Josef Mayer besuchte zunächst die Volksschule in Diersbach (1874–1882), ab 1882 dann die Ackerbauschule in Ritzlhof. Danach folgten Aufenthalte in verschiedenen landwirtschaftlichen Betrieben. Am 11. September 1893 heiratete er die Bäckerstochter Theresia Geisberger aus Kalling. Ihre Eltern hatten zuvor 1891 das Gasthaus aus der Verlassenschaft der Dabon'schen Besitzungen (ehem. Schlosstaverne) in Taufkirchen an der Pram erworben. Am Hochzeitstag übernahmen sie den Betrieb mit rund 40 Joch Grund.
Nach Ableistung des Wehrdienstes im k.u.k. Infanterieregiment „Ernst Ludwig Großherzog von Hessen und bei Rhein“ Nr. 14 und k.k. Landwehrinfanterieregiment „Linz“ Nr. 2 wurde er 1910 aus dem Militärdienst entlassen.
Zwischen 1915 und 1937 betrieb Josef Mayer auch Viehhandel. Der frühe Tod seines Sohnes Josef Mayer jun. 1937 ging ihm sehr nahe. Er legte daraufhin einen Gutteil seiner öffentlichen Ämter zurück und konzentrierte sich auf den heimischen gast- und landwirtschaftlichen Betrieb.

## Politische Ämter
- 1897–1903?: Bürgermeister von Taufkirchen an der Pram
- 1919–1924: Vizebürgermeister von Taufkirchen an der Pram
- 1919/1920: Mitglied der Konstituierenden Nationalversammlung[4]
- 1920: Abgeordneter zum Nationalrat (I. Gesetzgebungsperiode)[5]
- 1921–1925: Mitglied des österreichischen Bundesrates (I. und II. Gesetzgebungsperiode)
- 1925–1931: Mitglied des oberösterreichischen Landtages (XIII. Wahlperiode)[6]
- 1925–1931: Landesrat der Landesregierung OÖ u. a. für Veterinärwesen und Viehbeschau, Jagd- und Fischereiwesen sowie Gemeindeangelegenheiten der Bezirke Braunau und Grieskirchen
- 1936–1939: Beirat für die Angelegenheiten der Bodenreform des Landesagrarsenates bei der o.ö. Landeshauptmannschaft

## Aktivitäten
- 1893: Gründung der Freiwilligen Feuerwehr Diersbach
- 1894: Gründung der Freiwilligen Feuerwehr Taufkirchen an der Pram und deren Kommandant bis 1904[7]
- 1897: Gründung des „Vorschusskassenvereins für die Orts- und Pfarrgemeinde Taufkirchen“ (ab 1943 Raiffeisenkasse)
- 1902: Gründungsobmann der „Theebutter-Verkaufsgenossenschaft“, deren Obmann er die nächsten 38!! Jahre blieb
- 1903: Vorstand der „Schärdinger Teebutterzentrale“ (später Schärdinger Molkereigenossenschaft)
- 1911: Obmann des landwirtschaftlichen Bezirksvereines Schärding (später Landwirtschaftliche Fachschule Otterbach)
- 1914–1940: Obmann des Bauernkredits Wels (später Raiffeisenbank Wels)
- Obmann des Aufsichtsrates des Simmentaler Fleckviehzuchtvereines

## Ehrungen
- 1931: Großes silbernes Ehrenzeichen für Verdienste um die Republik Österreich
- 1933: Ehrenzeichen für 40 Jahre Freiwillige Feuerwehr Taufkirchen an der Pram
- 1938: Ehrenbürger der Marktgemeinde Taufkirchen an der Pram
- Verleihung des Berufstitels Ökonomierat